# Kamień (powiat wrocławski)
Kamień – wieś w Polsce położona w województwie dolnośląskim, w powiecie wrocławskim, w gminie Długołęka.

## Podział administracyjny
W latach 1975–1998 miejscowość należała administracyjnie do województwa wrocławskiego.

## Współczesność
W Kamieniu eksploatowane są dwie instalacje odzysku żużli, popiołów paleniskowych i pyłów z kotłów.

## Zabytki
Do wojewódzkiego rejestru zabytków wpisane są:
- park i wozownia, z połowy XIX w.

nieistniejący:
- piętrowy pałac, pierwotnie z XIV w. W 1865 r. przebudowana dla rodziny Henckelów von Donnersmarck według projektu Karla Lüdecke. Od frontu pseudoryzalit z wysuniętym balkonem, po bokach dwie wieże o podstawie kwadratu, nad dachem przechodzące w sześcioboczne, zwieńczone hełmami. Zniszczony przez spalenie w czasie II wojny światowej[5].

## Szlaki turystyczne
- Szlak dookoła Wrocławia im. doktora Bronisława Turonia[6]